# Gonna Make You Sweat (Everybody Dance Now)
«Gonna Make You Sweat (Everybody Dance Now)» (укр. «Змусимо вас попотіти (танцюють всі)») — популярна американська пісня, хіт танцювальних/клубних чартів 1990-х років. У 1990 році випущена як головний сингл з альбому Gonna Make You Sweat музичної продюсерської групи C+C Music Factory. Композиція досягла великих успіхів в США, та очолила чарти у Австрії, ФРН, Швейцарській Конфедерації та інших країнах.